# Maria Rauch-Kallat
Maria Rauch-Kallat (ur. 31 stycznia 1949 w Wiedniu) – austriacka polityk, nauczycielka, przedsiębiorca i samorządowiec, parlamentarzystka, w latach 1992–1995 i 2003–2007 minister.

## Życiorys
Kształciła się w szkołach pedagogicznych, uzyskując uprawnienia nauczycielki języka angielskiego, rosyjskiego, geografii i wychowania fizycznego. Od 1967 do 1983 pracowała jako nauczycielka, następnie do 1992 zarządzała instytucją pomocy społecznej w Wiedniu. Zaangażowała się w działalność polityczną w ramach Austriackiej Partii Ludowej (ÖVP). W latach 1983–1987 zasiadała w Radzie Federalnej, następnie do 1992 w wiedeńskim landtagu. Między 1995 a 2011 okresowo wykonywała mandat posłanki do Rady Narodowej.
Od listopada 1992 do maja 1995 była ministrem środowiska w rządach, którymi kierował Franz Vranitzky. Do grudnia 1994 odpowiadała równocześnie za sprawy młodzieży i rodziny. Po odejściu z gabinetu do 2003 pełniła funkcję sekretarza generalnego Austriackiej Partii Ludowej, a w 2003 stanęła na czele jej organizacji kobiecej ÖFB. W lutym 2003 dołączyła do drugiego rządu Wolfganga Schüssela jako minister bez teki. Po reorganizacji administracji w maju tegoż roku otrzymała resort zdrowia i kobiet, którym zarządzała do stycznia 2007.
W 2007 przeszła do sektora prywatnego, otwierając własne przedsiębiorstwo konsultingowe. Objęła również m.in. stanowisko prezesa austriackiego komitetu paraolimpijskiego.